# 트리스탄 (고트프리트 폰 슈트라스부르크)

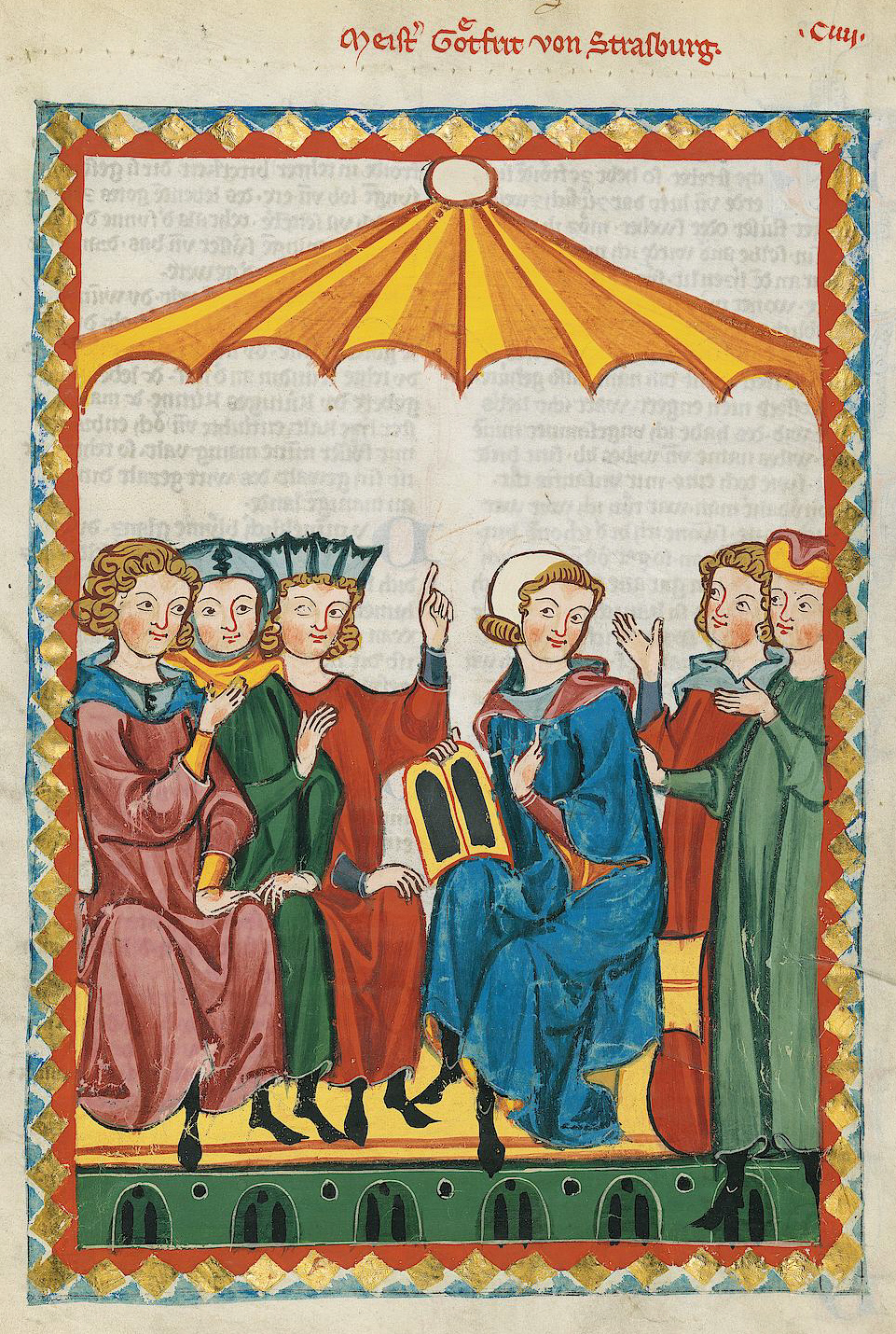
트리스탄의 저자인 고트프리트 폰 슈트라스부르크, 마네세 법전, 14세기 초

트리스탄(Tristan)은 독일 중세시대 시인인 고트프리트 폰 슈트라스부르크(Gottfried von Strassburg)의 대표작으로서 운문소설이다.
1210년에 탄생한 소설의 남아있는 부분은 트리스탄과 이졸데(영어: Tristan and Iseult)의 이야기 소재를 작품으로 가공한 것이다.고트프리트의 개작은 따라서 이 전설을 작품화한 고전으로 통한다.
필사본의 남은 부분은 약 2만 개의 구절로 이루어졌다. 전체 작품의 규모는 대략 3만 개의 구절로 이루어진 것으로 추정된다. 비슷한 규모의 볼프람 폰 에셴바흐의 파르치팔은 약 2만 5천 개의 구절로 되어 있다.

## 트리스탄에 대한 이전작 연구
트리스탄에 대한 소재는 아일랜드의 전설세계의 한 부분이라 볼 수 있다. 이 소재를 독일어로 처음 작품화 한 사람으로는 아일하트 폰 오베르크(Eilhart von Oberg)가 꼽히고 있다. 오베르크는 프랑스어로 된 자료를 참고하여 12세기에 작품화하였다. 고트프리트의 "트리스탄"이 문학적인 스타일이라면 이 작품은 다소 건조하게 쓰여졌다.
아일하트는 그의 작품인 "트리스탄트"(Tristant)를 1175년에서 1180년 사이에 쓴 것으로 추측된다. 오베르크에 대한 연구가들은 보다 이후일 것이라고 논박한다. 그의 작품의 필사본은 여러 형태로 전해져 온다. 초기에 작성한 것, 후기에 작성한 것으로 작성시기가 다양하다. 또한 완성본이면서도 서로 차이점을 보이는 작품들이 남아있다. 현재는 기술적인 이유로 인해 원본의 복원이 불가능한 상황이다.
아일랜드의 트리스탄 전설은 이미 그 이전에 프랑스어, 영어, 스페인어, 덴마크어, 노르웨이어, 슬라브어 (보헤미아어) 그리고 중세 그리스어로 이미 시에 사용되었다. 고트프리트는 영국 또는 브레타뉴의 성직자였을 것으로 추정되는 토마스 당글테르(Thomas d'Angleterre, 혹은 Thomas of Britain)의 작품을 출처로 그 작품을 썼다. 토마스의 트리스탄 작품(1155-1170년 경)은 작은 단편들만 남아있다. 그럼에도 작품의 세 부분들에서 연구가들에게 고트프리트의 작품과 비교연구를 가능케 했었다.
가장 정확한 연구는 1995년에 토마스가 집필한 기록이 발견되면서 가능해졌다. 이 필사본은 사랑묘약 장면부터 브란개네가 신부로 치장하는 부분까지의 비교적 넓은 부분을 담고 있기 때문이다.따라서 고트프리트의 작품과 비교가 가능하였다.
또한 연구에 쓰여졌던 것은 토마스의 작품의 번역본이다. 토마스의 작품은 노르웨이어(고대 노르딕어) 번역본이 남겨진 것이 있는데 이는 산문번역이다. 이 번역은 줄거리의 재현에 초점이 맞춰져 있고, 토마스의 철학적이고 심리적인 해석이 생략되었다. 반면에 고트프리트는 토마스의 줄거리를 정확히 따르만 본인의 해석을 가미하였다. 줄거리의 의미부여와 인물에 대한 판단에선 토마스의 작품에 구애받지 않고 자유롭게, 때때론 토마스와 상반되게까지 저술한다.

## 작품의 수용
고트프리트의 "트리스탄"은 13세기의 가장 아름다운 소설이이라는 평을 받는다. 이 작품은 묘사의 명료함과 투명함, 경쾌한 사고의 진행이 주는 매혹적인 아름다움, 조형적인 구조와 등장인물의 필연적인 행동, 대화와 각운에서의 음악적인 뛰어남에서 중세고지독일어 궁정서사시 문학 전체에서 비교의 대상이 없을 정도로 출중하다.
"트리스탄"이 완성된 이후 속편을 쓰고자 했던 시도도 있었다. 울리히 폰 튀어하임(Ulrich von Türheim)은 건조하고 투박하다는 평이고 반대로 하인리히 폰 프라이베르크(Heinrich von Freiberg)는 고트프리트의 문체와 가깝게 친근하고 재치있고 우아하다는 평이다. 두 시인 모두 고트프리트 작품의 다른 출처를 사용하였다.
유명한 작가인 콘라트 폰 뷔르츠부르크(Konrad von Würzburg)는 “심장의 이야기”에서 고트프리트의 작품에서 많은 모티브를 따온 것을 암시하며 그의 명확하고 이원적인 양식을 모방했다.

## 줄거리
트리스탄은 콘월(Cornwall)에 있는 자신의 삼촌인 마크 왕의 궁정에서 대담하고 용감한 사나이로 자란다. 어느 날 마크 왕은 자신의 조카에게 신부를 구해오라고 한다. 트리스탄은 마크가 참새에게 얻은 황금빛 머리카락의 주인인 여자를 찾아내야 한다.

트리스탄은 아일랜드 왕의 궁정에 이르러 그녀를 찾게 된다. 그곳에서 그는 삼촌의 이름으로 그 왕의 딸에게 구혼한다. 그녀가 바로 황금빛 머리카락의 주인공인 이졸데이다. 그는 이졸데를 콘월의 마크에게 데려가도 된다는 아일랜드 왕의 허락을 얻는다.
아일랜드에서 콘월로 항해하던 도중에 트리스탄과 이졸데는 이졸데와 장래 남편이 될 마크를 위해 마련된 사랑의 묘약을 그만 실수로 마셔버린다. 그 후부터 트리스탄과 이졸데는 영원히 사랑으로 결합된다.

콘월에 도착하여 이졸데는 마크의 부인이 된다. 하지만 그녀는 계속해서 비밀리에 트리스탄을 만난다. 한동안 그들은 간통처럼 보이는 관계를 비밀리에 지속할 수 있었지만 그들의 비밀 행각은 마침내 탄로가 난다. 그로 인해서 그들은 궁정에서 추방되고 이졸데가 마르크에게 돌아가서 화해할 때까지 얼마동안 함께 숲 속에서 산다. 하지만 트리스탄은 콘월을 떠나야 했다. 그는 방황하면서도 여전히 이졸데를 그리워한다.

## 참고 문헌

### 일차 문헌
- Gottfried von Straßburg: Tristan, Bd. I.: Text, 5. Aufl., Berlin u.a.: De Gruyter 2004, ISBN 3-11-017696-3
- Gottfried von Straßburg: Tristan, nach dem Text von Friedrich Ranke neu herausgegeben, ins Neuhochdeutsche übersetzt, mit einem Stellenkommentar versehen und einem Nachwort von Rüdiger Krohn. 3 Bde. Stuttgart 1980 (RUB 4471-4473)
- 고트프리트 폰 슈트라스부르크: 트리스탄, 진일상 역, 지식을 만드는 지식 2011

### 이차 문헌
- Anina Barandun: Die Tristan-Trigonometrie des Gottfried von Straßburg. Zwei Liebende und ein Dritter. Tübingen 2009, ISBN 978-3-77-208323-5
- Christoph Huber: Gottfried von Straßburg: Tristan. Berlin 2001, ISBN 978-3-503-06112-9
- Monika Schausten: Erzählwelten der Tristangeschichte im hohen Mittelalter. Untersuchungen zu den deutschsprachigen Tristanfassungen des 12. und 13. Jahrhunderts. München 1999 (Forschungen zur Geschichte der älteren deutschen Literatur 24), ISBN 3-7705-3435-2

## 같이 보기
- 트리스탄과 이졸데
- 트리스탄과 이졸데 (오페라)